# Arendal
Arendal je město a obec v jižním Norsku v kraji Agder, jehož je správním centrem. Arendal leží 200 km jižně od Oslo v regionu Sørlandet. V roce 2016 měl Arendal 44 313 obyvatel, rozloha činí 272 km². Úředním jazykem je bokmål.

## Geografie
Arendal leží v jižním Norsku u Skagerraku, od kterého je chráněn ostrovy Hisøy, Tromøy a Flostaøya. Mezi ostrovy je průliv Galtesund spojující přístav s volným mořem.
Arendal hraničí s Grimstadem na jihozápadě, Frolandem na severozápadě a Tvedestrandem na severovýchodě.
O Arendalu se tvrdí, že má nejlepší počasí v Norsku a že má krásné pobřeží s mnoha malými ostrůvky, možná i proto je turisticky velice oblíbeným místem s živým večerním životem během letních měsíců.

## Majáky

### Lille Torungen
Maják „Lille Torungen“ je na malém ostrůvku mimo Arendal, je 28,9 metrů vysoký. Byl zbudován ve stejnou dobu jako „Store Torungen“ a jsou obě místa jsou mezi sebou vzájemně viditelná. „Lille Torungen“ a „Store Torungen“ jsou vlastně dvojčata, která jsou u hlavní námořní trasy vedoucí do Arendalu. Od roku 1914 je mimo provoz.

### Store Torungen
Maják „Store Torungen“ leží na ostrůvku mimo Arendal. Byl postaven roku 1844 a elektrifikován v roce 1914. Je 34,3 metrů vysoký a má dvouřádovou čočku. Na norské poměry je maják poměrně velký. Výlet lodí na „Store Torungen“ trvá přibližně 55 minut z centra města. Maják je stále v provozu (2005).

## Dějiny
Lodní přeprava, stavba lodí a obchod se dřevem stejně jako hornictví a hutnictví železa bylo významným odvětvím průmyslu v kraji Agder po mnoho století, obzvláště pak v oblasti Arendalu.
Na konci 19. století byl Arendal hlavním centrem lodní přepravy a mnoha bohatých lodních přepravců. Dnes jsou v Arendalu malé loděnice, strojírenský a elektrotechnický průmysl, ale také největší světová výroba karbidu křemíku – SiC.
Sam Eyde, který mimo jiné založil mezinárodní společnosti Norsk Hydro a Elkem, se narodil v Arendalu. Zbudoval hliníkárny a výrobu karbidu křemíku v Eydehavnu, které je pojmenováno po něm a leží asi 10 km východně od centra Arendalu.
Časté kontakty se zámořím se odrážejí v kultuře a tradicích.

## Partnerská města
- Rēzekne, Lotyšsko
- Silkeborg, Dánsko
- Kalmar, Švédsko
- Savonlinna, Finsko
- Selfors, Island

## Rodáci
- Sam Eyde (1866–1940), průmyslník
- Finn Iunker, dramatik
- Svenn Thorkild Stray, politik
- Øystein Grødum, rychlobruslař
- Jon Gelius, novinář NRK
- Thor Hushovd (1978), cyklista